# Lewis Hine
Lewis Wickes Hine (Oshkosh, 26 de septiembre de 1874 - Hastings-on-Hudson, 3 de noviembre de 1940) fue un fotógrafo estadounidense.

## Biografía
Comenzó estudiando sociología en la Universidad de Chicago en 1902, carrera que continuó en las universidades de Columbia y Nueva York. En Nueva York, Hine trabajó como profesor en la Ethical Culture School. Durante estos años, Hine valoró la cámara fotográfica como instrumento para la investigación, como instrumento para comunicar sus hallazgos a investigadores y la enseñanza a los niños de su colegio.
En 1908, Hine mantenía sus opiniones sobre la fotografía, pero añadía que la principal misión de la fotografía es el arte, los factores estéticos de la fotografía; los demás objetivos eran secundarios. A la hora de realizar fotografías (él las realizaba con fines sociológicos) se veía antes como figura artística que como científico.
Muy preocupado por el bienestar de los menos favorecidos, registró la llegada de los inmigrantes a la Isla de Ellis, sus asentamientos en insalubres viviendas, sus trabajos en fábricas y tiendas y a sus hijos jugando en los cubos de basura. Hine comprendía la subjetividad de sus fotografías pero también creía que tenían un enorme poder de crítica, llegando a describir sus fotografías como «fotointerpretaciones».
También resaltó cualidades positivas como la asistencias de la Cruz Roja en Centroeuropa.
En 1932 publicó su colección Men at Work, documento fotográfico sobre la construcción del Empire State.
Su obra fue donada al Museo Internacional de Fotografía George Eastman House, en Rochester.

## Fotografías notables
- Steam Fitter, 1920.
- Workers, Edificio Empire State, 1931.
- Child Labor: Chicas en Fábrica, 1908.

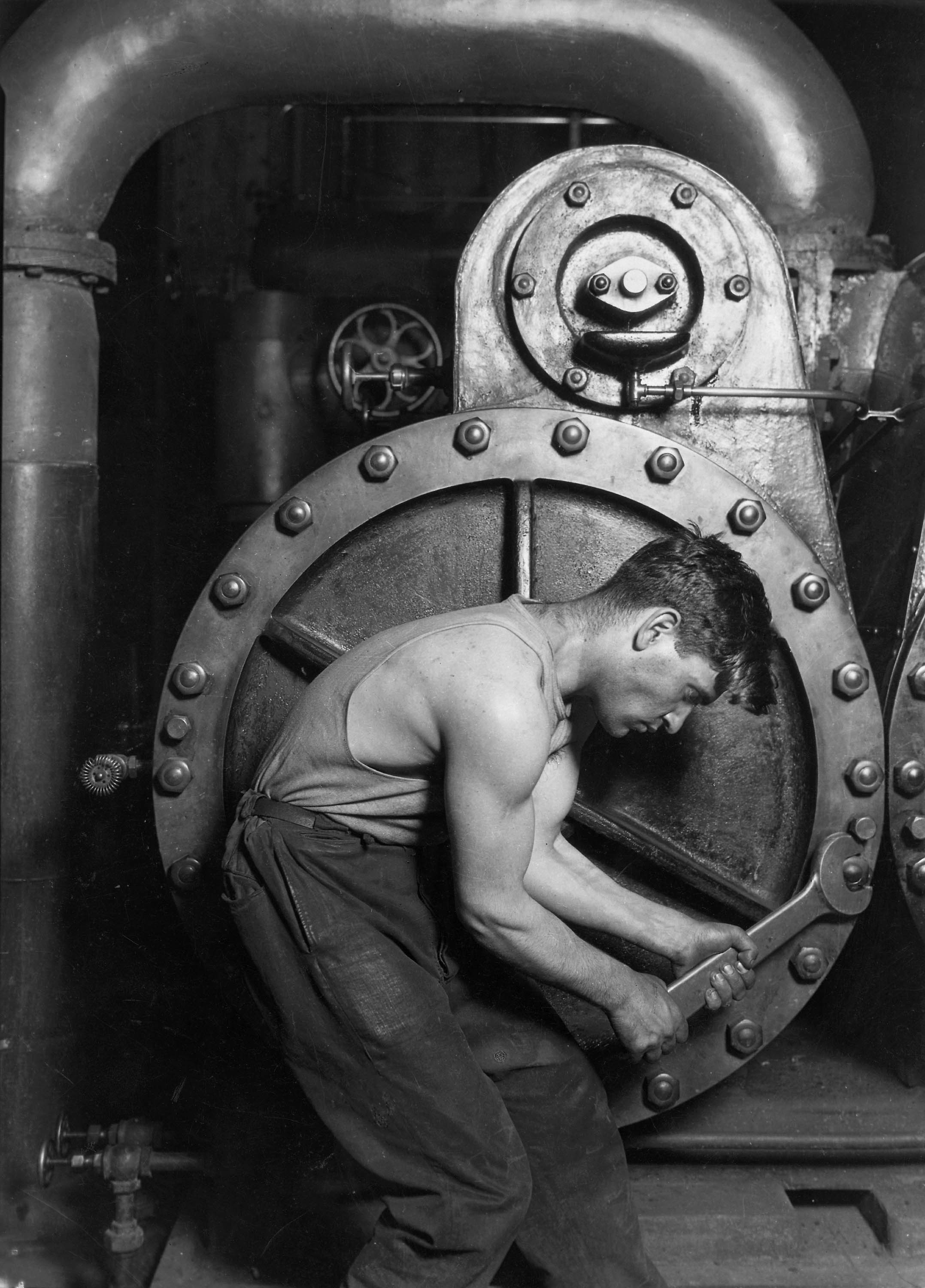
«Mecánico trabajando en máquina de vapor» (1920).
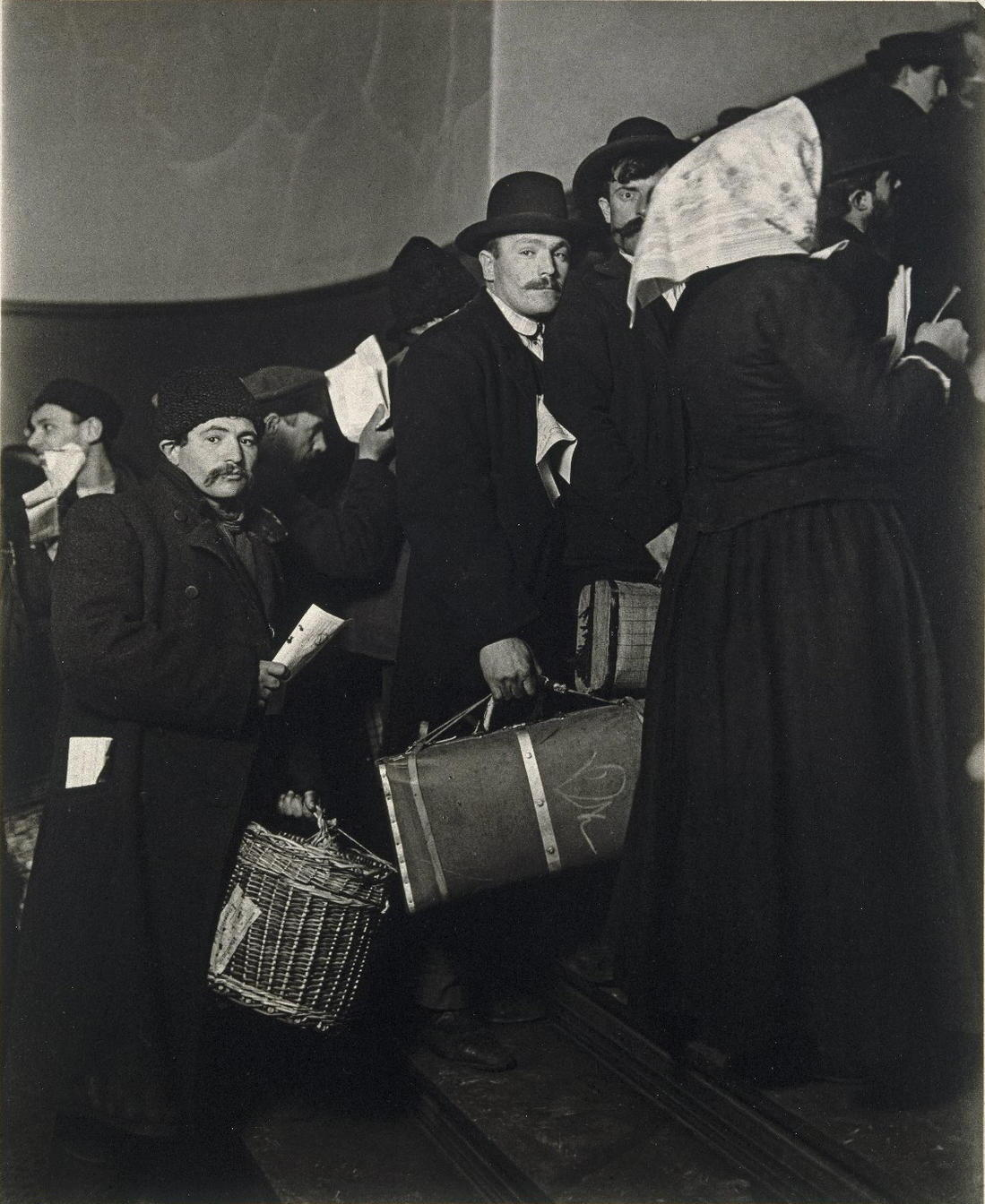
«Subiendo a la Tierra Prometida de la isla Ellis», Museo Brooklyn.
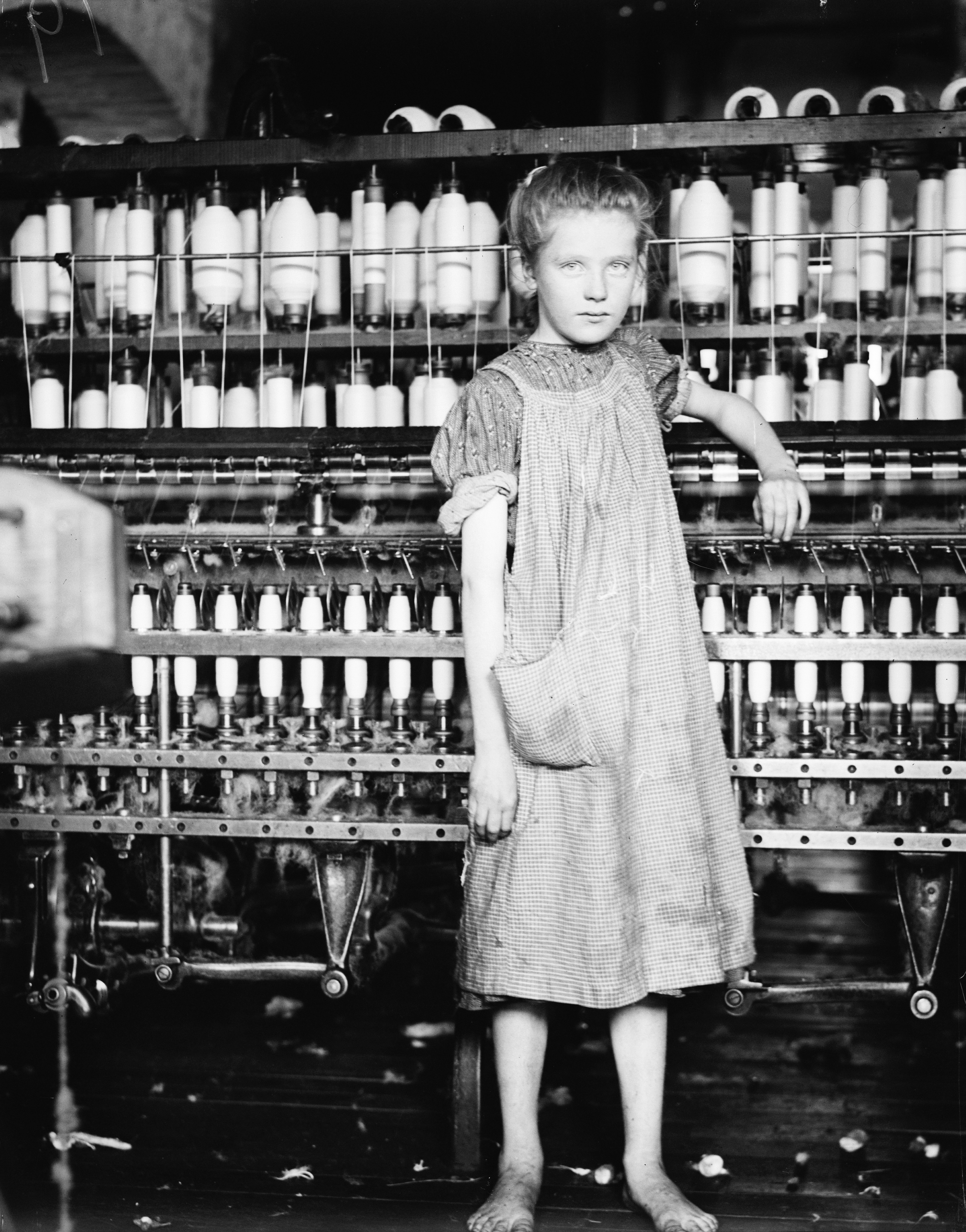
«Addie Card, 12 años. Hiladora en North Pormal (i.e., Pownal) Cotton Mill. Vermont.», 1910.
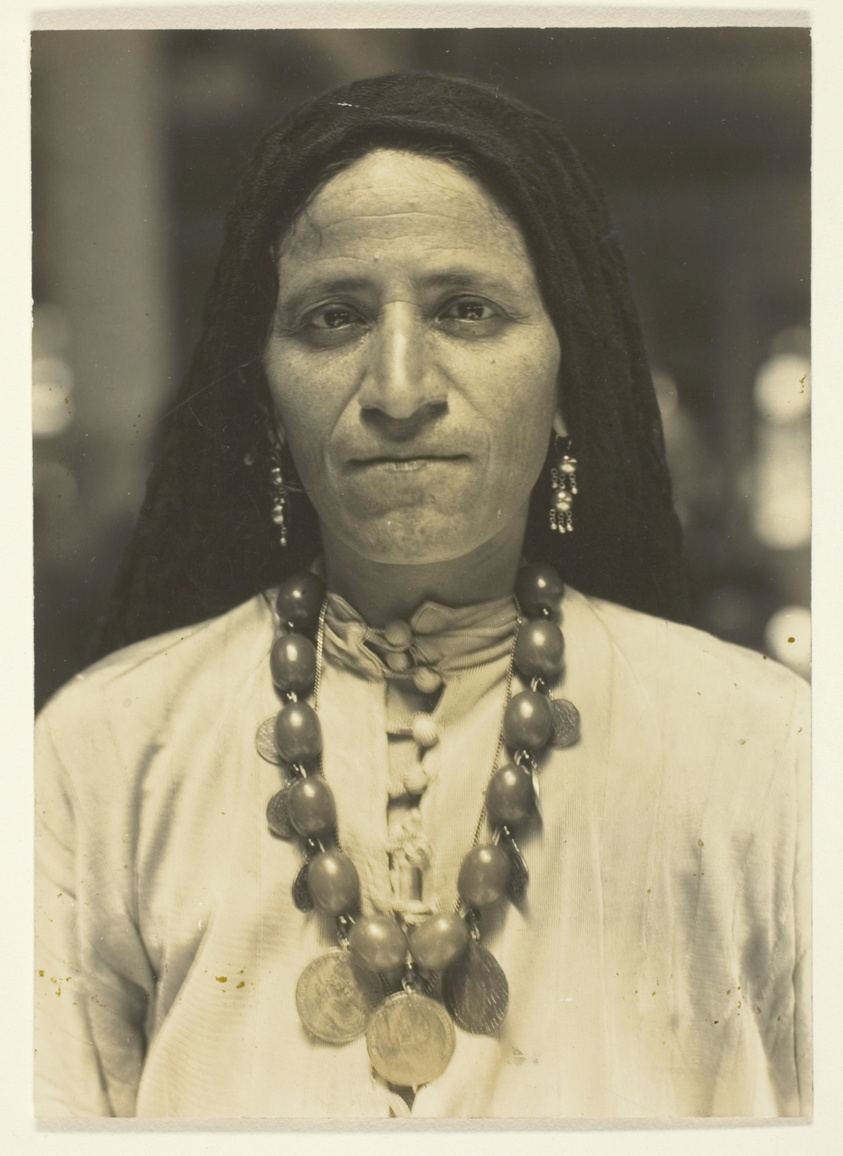
Mujer siria en la Isla Ellis, 1926.

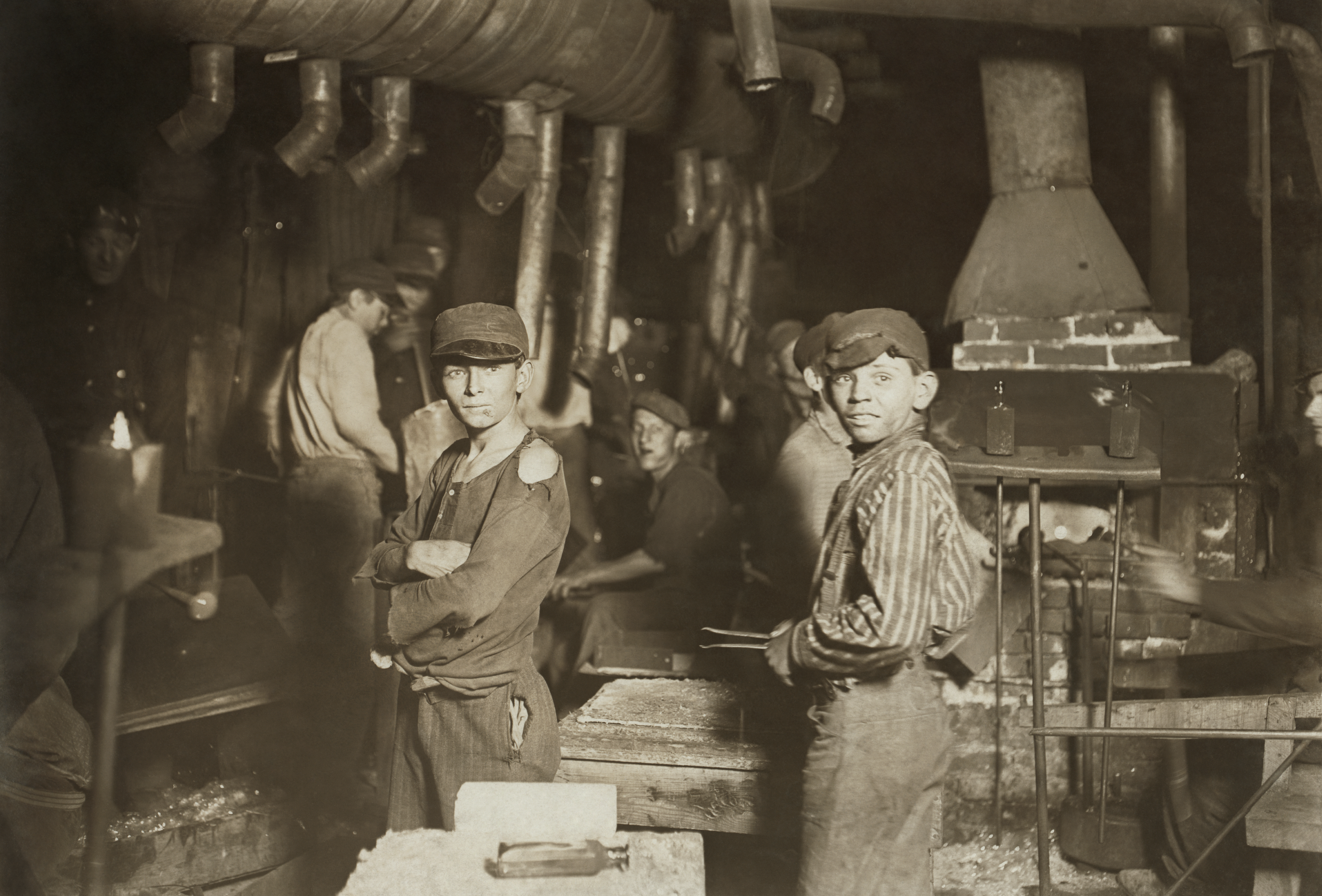
Niños trabajadores en una fábrica de vidrio. Indiana, 1908.
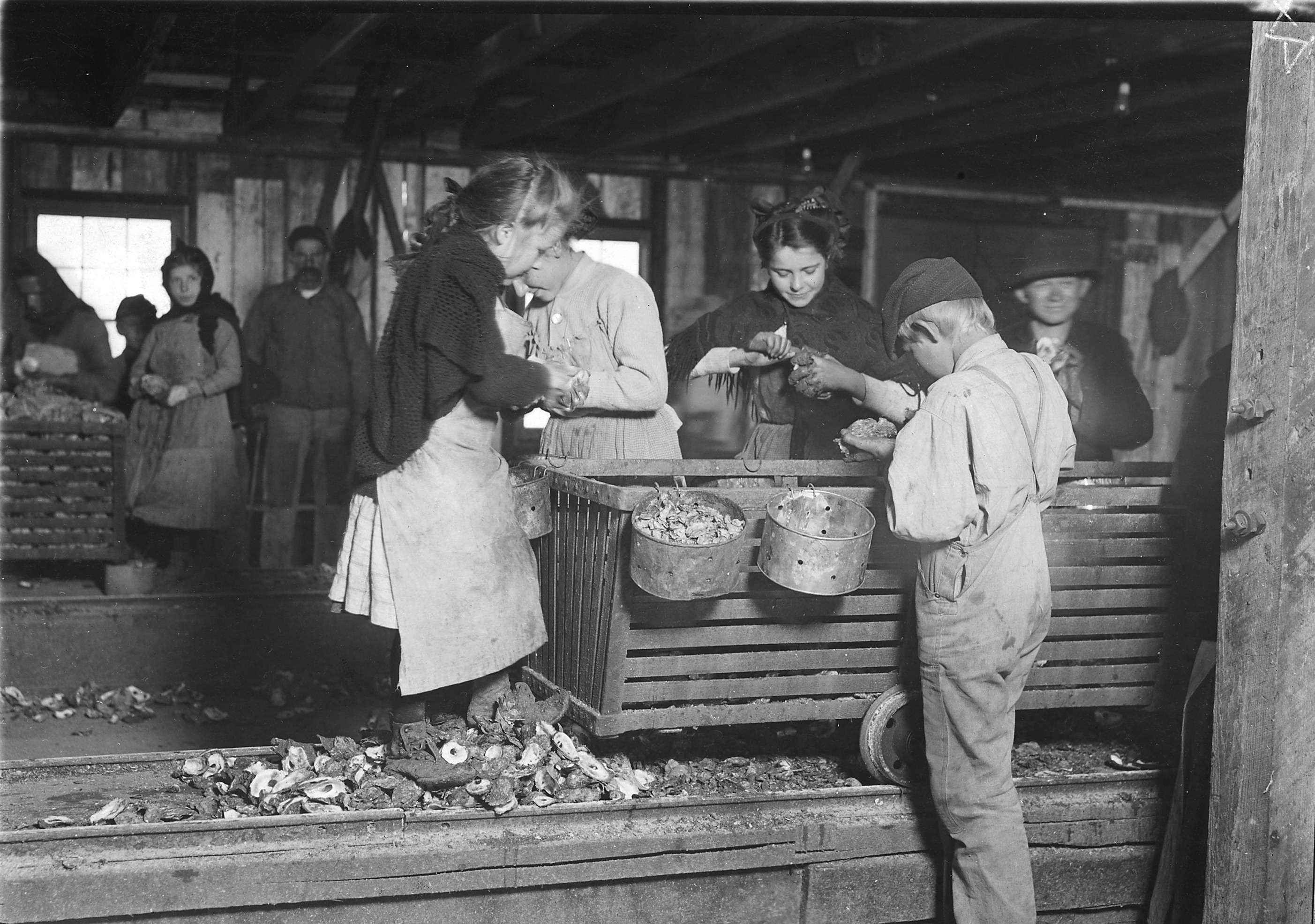
Little Lottie, niños abriendo ostras en Alabama Canning Co., 1911, Bayou La Batre.
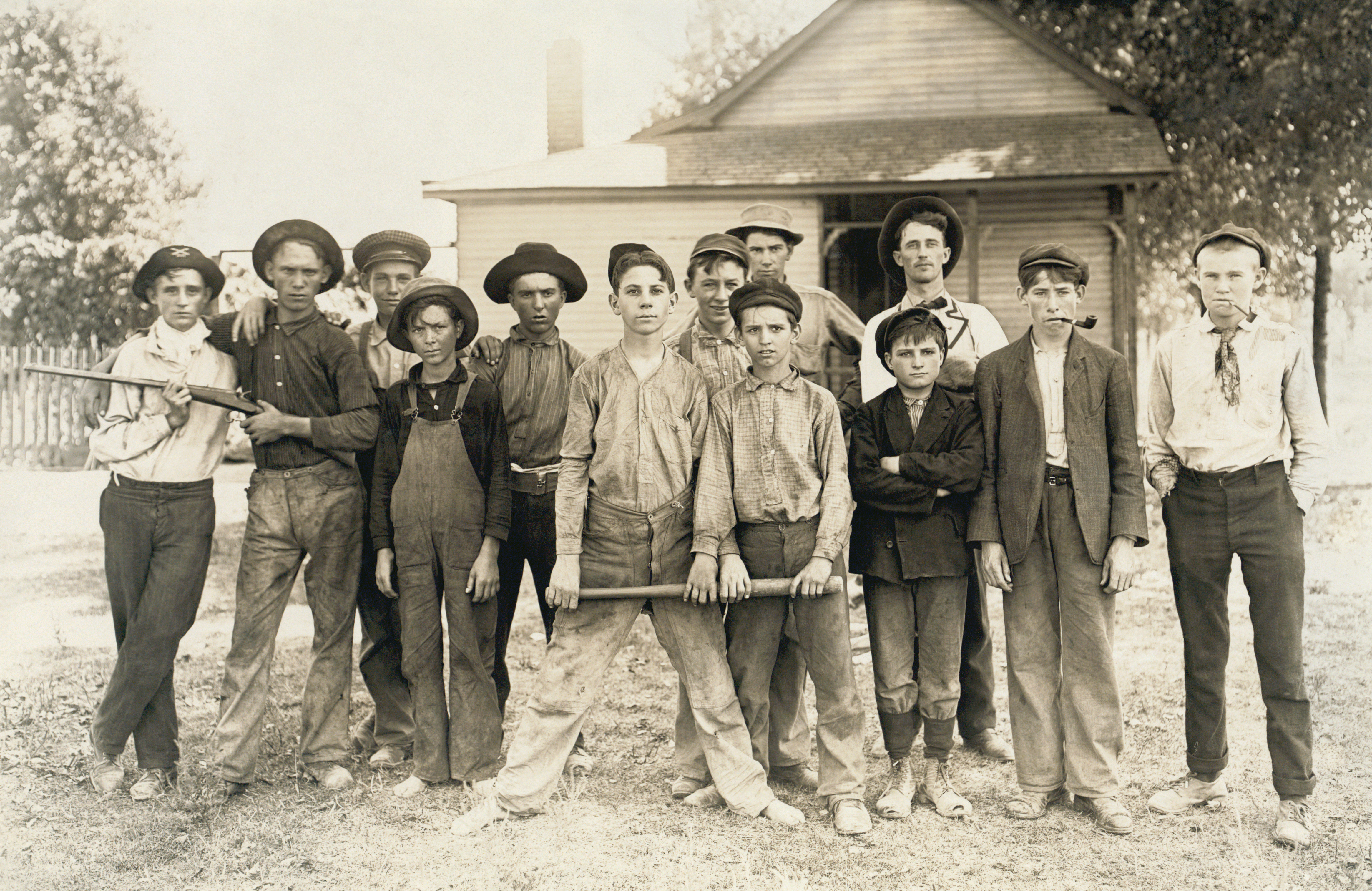
Equipo de béisbol compuesto por niños trabajadores de una fábrica de vidrio. Indiana, agosto de 1908.
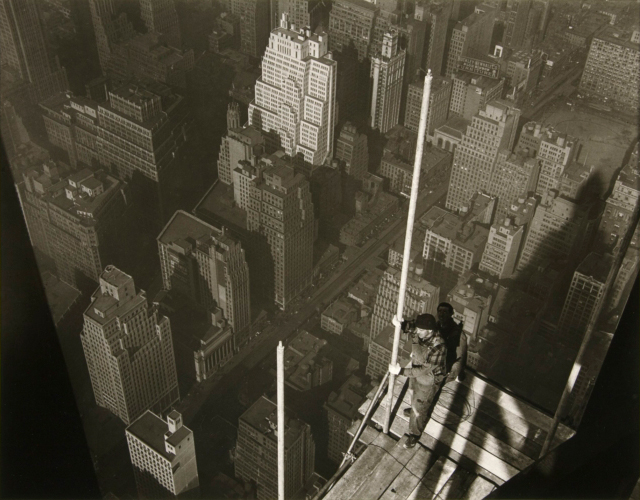
Subiendo el mástil, Edificio Empire State, 1932.
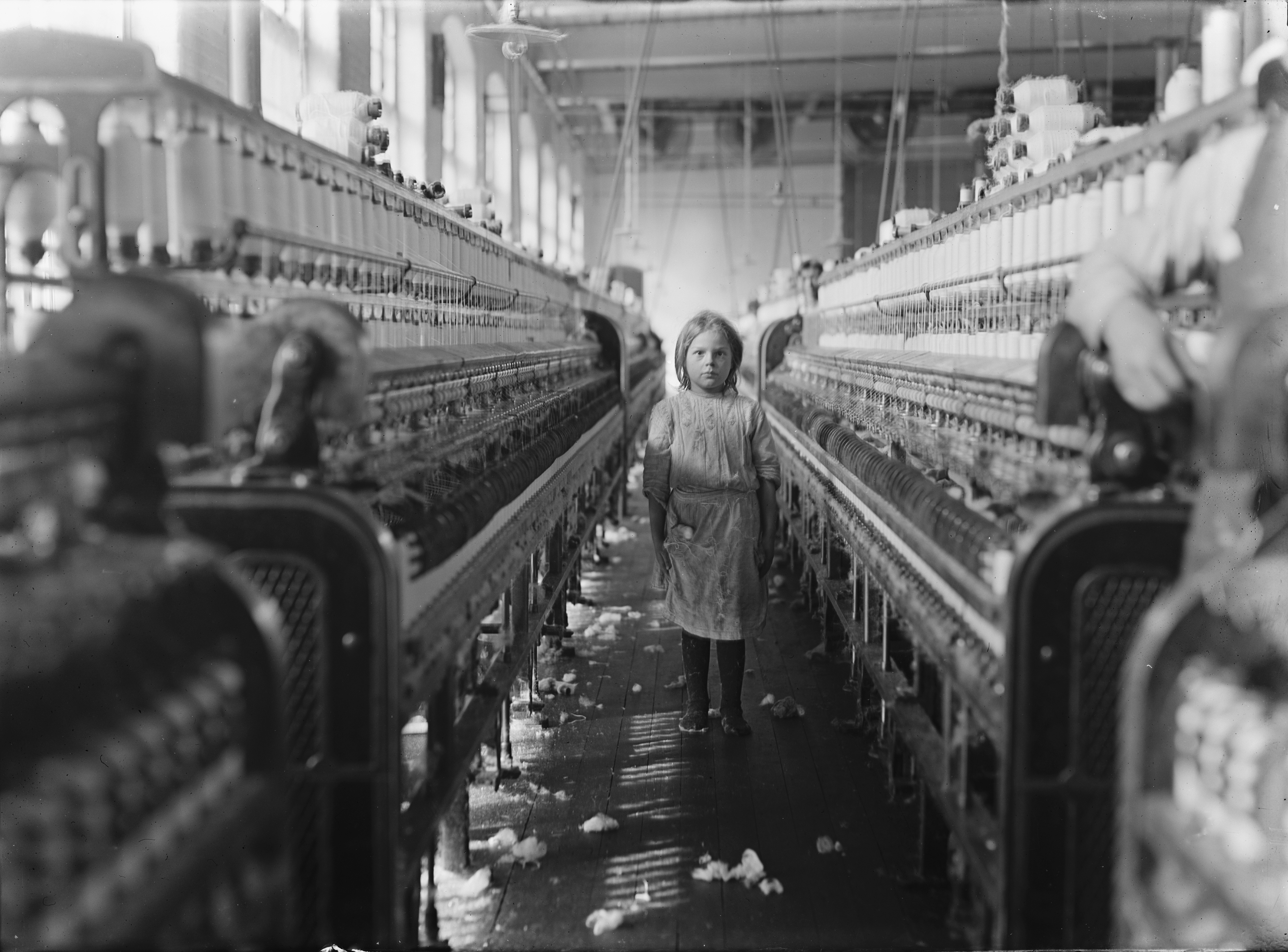
«Una pequeña hiladora en la factoría Mollohan Mills, Newberry, Carolina del Sur» (1908).